# Collinsia antonina
Collinsia antonina là một loài thực vật có hoa trong họ Mã đề. Loài này được Hardham mô tả khoa học đầu tiên năm 1964.